# Anāvī
Anāvī (persiska: اناوی) är en ort i Iran.   Den ligger i provinsen Khorasan, i den nordöstra delen av landet, 500 km öster om huvudstaden Teheran. Anāvī ligger 977 meter över havet och antalet invånare är 291.
Terrängen runt Anāvī är platt åt sydost, men åt nordväst är den kuperad.Runt Anāvī är det ganska glesbefolkat, med 29 invånare per kvadratkilometer. Närmaste större samhälle är Dastūrān, 19,9 km sydost om Anāvī. Trakten runt Anāvī består till största delen av jordbruksmark.